# تدفق باطني
في ميكانيكا الموائع، التدفق الباطني (بالإنجليزية: Internal flow)‏ هو تدفق المائع محدودًا بسطح، وعليه لا تستطيع الطبقة الحدية أن تتكون دون أن تقيّد في نهاية الأمر. ومن أشهر أمثلة التدفق الداخلي هو التدفق داخل الأنابيب.
وتعد دراسة خصائص التدفق الداخلي أمرًا هامًا لمراعاة تسخين أو تبريد الموائع داخل هذه الأسطح الحاكمة للمائع، سواء في المجالات الكيميائية أو البيئية أو تحويل الطاقة وغيرها.